# Hadhramaut

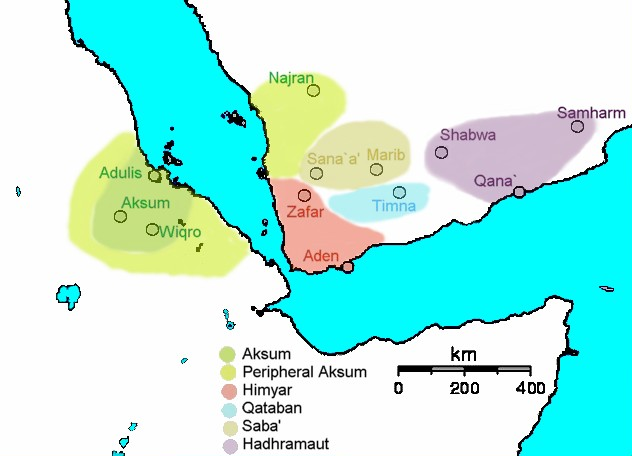
Regatul Hadhramaut (violet) in secolul al III-lea d.Hr. în timpul războiului Sabaean - Himyarite

Hadhramaut, Hadhramout, Hadramawt sau Ḥaḍramūt (حضرموت în limba arabă) este numele regiunii din Guvernoratul Hadhramaut din Republica Yemen. Oamenii din Hadhramaut se numesc Hadhrami și vorbesc limba arabă în dialect Hadhrami.

## Geografia

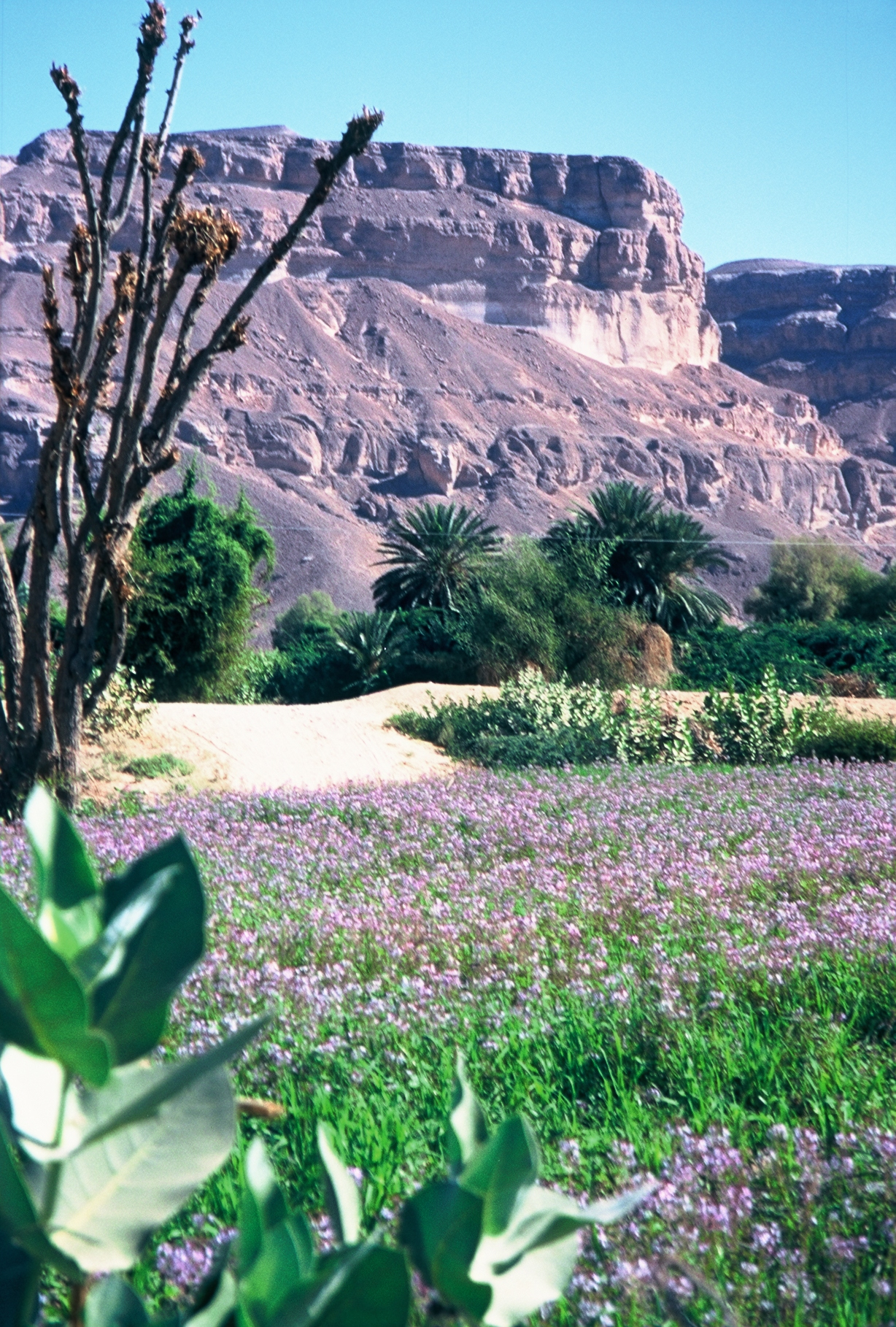
Regiune apropiată de Seiyun în valea Hadhramaut

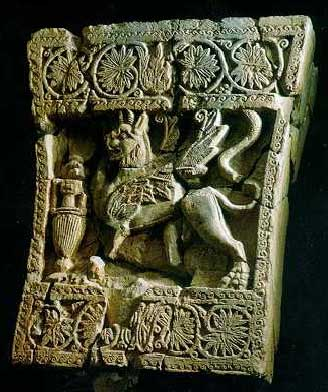
O sculptură antică a unui balaur, din palatul regal de la Shabwa, orașul reședință al regiunii Hadhramaut

În sens restrâns, Hadhramaut se referă la sultanatele Qu'aiti și Kathiri, care făceau parte din Colonia Aden, care a fost o colonie a Coroanei britanice până la independența Yemenului în 1967. Guvernoratul Hadhramaut este contituit dintr-o fâșie de câmpie aridă mărginită de o faleză abruptă (al-Jawl, 1370 m). Hadhramaut se învecinează șa nord cu deșertul Rub al-Chali, cel mai mare deșert nisipos din lume.
Oamenii Hadhrami trăiesc în orașe foarte dens populate, construite în jurul surselor de apă. Ei cultivă grâu și mei, finici (curmali), cocotieri și arbori de cafea. Pe platou, beduinii cresc oi și capre. Societatea e încă dominată de triburi. Aristrocrația, descendentă de la profetul Mahomed este educată și urmează tradițiile islamice vechi.

## Diaspora Hadhrami
Începând cu secolul al-19-lea, oamenii Hadhrami au părăsit teritoriul Yemenului și s-au stabilit în jurul  Oceanului Indian .
Mai mulți miniștrii din Indonezia, incluzându-l pe fostul ministru de externe Ali Alatas și fostul ministru de finanțe Mari'e Muhammad sunt de origine Hadhrami, precum și fostul prim ministru al  Timorului de Est , Mari Alkatiri. 
Oamenii Hadhrami s-au stabilit în număr mare și pe coasta de est a Africii  și doi foști miniștrii ai  Kenyei sunt de origine Hadhrami.

## Istoria modernă
Capitala și cel mai mare oraș din Hadhramaut este portul Al Mukalla.  În 1994 Al Mukalla avea o populație de 122 400 de locuitori, iar în 2003 o populație de 174 000 de locuitori. Un alt oraș important din regiune este Tarim (a nu se confunda cu râul Tarim, din China). Este un loc important pentru religia islamică. Se estimează că în Tarim se găsește cea mai mare densitate de descendenți ai profetului Mohamed din lume. 

## Economia
Tradițional, Hadhramaut era cunoscut ca un mare producător de tămâie. Tămâia era exportată în mare parte în Mumbai la începutul secolului al 20-lea . Regiunea producea și planta senna și nuci de cocos .

## Alte legături
- Architecture of Mud: documentary Film about the rapidly disappearing mud brick architecture in the Hadhramaut region.
- Nova special on Ubar, illustrating a hydreuma
- Book review of a biography of Qu'aiti sultan Alin din Salah Arhivat în 14 august 2003, la Wayback Machine.
- Hadhrami migration in the 19th and 20th centuries Arhivat în 12 iulie 2000, la Wayback Machine.
- Ba`alawi.com Ba'alawi.com | The Definitive Resource for Islam and the Alawiyyen Ancestry.